# Uzès
Uzès (okcitansko Usès) je naselje in občina v južnem francoskem departmaju Gard regije Languedoc-Roussillon. Naselje je leta 2008 imelo 8.213 prebivalcev.

## Geografija
Kraj leži v pokrajini Languedoc znotraj trikotnika, ki ga oblikujejo mesta Alès na severozahodu (32 km), Avignon na vzhodu (40 km) in Nîmes na jugu (25 km).

## Uprava
Uzès je sedež istoimenskega kantona, v katerega so poleg njegove vključene še občine Aigues-Vives, Aspères, Aubais, Aujargues, Boissières, Calvisson, Congénies, Fontanès, Junas, Langlade, Lecques, Nages-et-Solorgues, Saint-Dionisy, Saint-Clément, Salinelles, Souvignargues in Villevieille s 26.280 prebivalci.
Kanton Uzès je sestavni del okrožja Nîmes.

## Zgodovina
Uzès, antična Ucetia, je bil manjši galo-rimski opidum ob izviru reke Eure, od koder je v 1. stoletju zgrajeni rimski akvedukt preko Pont du Garda napajal s svežo vodo 25 km oddaljeno mesto Colonia Nemausus (Nîmes).
V 5. stoletju je postal sedež škofije, delujoče vse do francoske revolucije, ukinjene s konkordatom leta 1801, ko je bilo njeno ozemlje priključeno škofiji s sedežem v Avignonu, leta 1877 pa dodeljeno Nîmesu, sedanji škofiji Nîmes, Uzès in Alès. V srednjem veku je bil Uzès sprva sedež vikonta, nato je postal grofija (1486), leta 1565 pa vojvodstvo. 

## Zanimivosti
|  |  |  |

Uzès je na seznamu francoskih umetnostno-zgodovinskih mest.
- Vojvodska palača château d'Uzès,
- katedrala sv. Teodorita, danes župnijska cerkev, je bila zgrajena na mestu njene predhodnice, uničene med verskimi vojnami. V 19. stoletju ji je bilo dodano neoklasicistično pročelje. Romanski stolp Fenestrelle iz 11. stoletja je edini ostanek prvotne katedrale, uničene v času albižanske vojne v 13. stoletju, znižan za dve nadstropji.
- cerkev sv. Štefana, zgrajena v letih 1763-1775 na mestu cerkve, uničene med verskimi vojnami.
- kapucinska kapela na trgu Alberta I., zgrajena leta 1635 na mestu rimskega templa, posvečenega cesarju Avgustu. V njej so imeli grobnico vojvodi d'Uzès vse do francoske revolucije. Danes se v njej nahaja turistični urad.

## Osebnosti
- François-Paul Brueys d’Aigalliers (1753-1798), francoski admiral;

## Pobratena mesta
- Paczków (Opolsko vojvodstvo, Poljska),
- Schriesheim (Baden-Württemberg, Nemčija).